# ریچارد ریزدورفر
ریچارد ریزدورفر (مجاری: Riszdorfer Richárd؛ زادهٔ ۱۷ مارس ۱۹۸۱) قایقران کایاک، و قایقران کانو اهل اسلواکی است.